# Arterias esofágicas medias
Reciben el nombre de arterias esofágicas medias un grupo de arterias que provienen fundamentalmente de la aorta torácica (ramas esofágicas de la porción torácica de la aorta), aunque, según otras fuentes, también pueden considerarse con ese nombre las procedentes de las arterias bronquiales (ramas bronquiales de la aorta torácica) y de las arterias intercostales, y de la rama esofagotraqueal de la arteria tiroidea inferior (ramas esofágicas de la arteria tiroidea inferior). Esta última, que en algunas fuentes recibe el nombre de arterias esofágicas superiores, desciende por la cara lateral de la tráquea, cerca de su cara posterior, y se anastomosa en la parte derecha con la arteria bronquial, mientras que a la izquierda lo hace con ramas originadas directamente de la aorta.